# Sitno (loď)
 Sitno byla druhá ze čtyřech lodí jedné série, určených pro dopravu materiálu. Postavili je v polské loděnici A. Warskiego, stala se v roce 1969 součástí flotily společnosti Československá námořní plavba.

## Historie lodě
Byla vybavena motorem Sulzer s úpravou na lacinější těžké palivo v vyšším výkonem, než měla sesterská loď Blaník. Na základě zkušeností s Blaníkem byly upraveny kajuty i nákladové prostory. Motor umožnil vyvinout rychlost 14,7 uzlu a umožnil ekonomický režim na polovinu spotřeby při malém snížení rychlosti. Byla určena pro převoz rudy, železa, bavlny a jiných komodit.
Sloužila Československu přes 20 let, absolvovala 175 plaveb do mnoha přístavů řady kontinentů. Pak byla prodána za 20,4 mil. Kč. Sešrotována byla v roce 1992.